# Mount Pleasant (Pensilvania)
Mount Pleasant es un borough ubicado en el condado de Westmoreland en el estado estadounidense de Pensilvania. En el año 2000 tenía una población de 4.728 habitantes y una densidad poblacional de 1,593.6 personas por km².

## Geografía
Mount Pleasant se encuentra ubicado en las coordenadas 40°08′59″N 79°32′33″O / 40.14972, -79.54250.

## Demografía
Según la Oficina del Censo en 2000 los ingresos medios por hogar en la localidad eran de $30,738 y los ingresos medios por familia eran $41,438. Los hombres tenían unos ingresos medios de $30,655 frente a los $23,333 para las mujeres. La renta per cápita para la localidad era de $16,517. Alrededor del 11% de la población estaba por debajo del umbral de pobreza.